# Amata nigrifrons
Amata nigrifrons là một loài bướm đêm thuộc phân họ Arctiinae, họ Erebidae.